# Konfederacja gołąbska

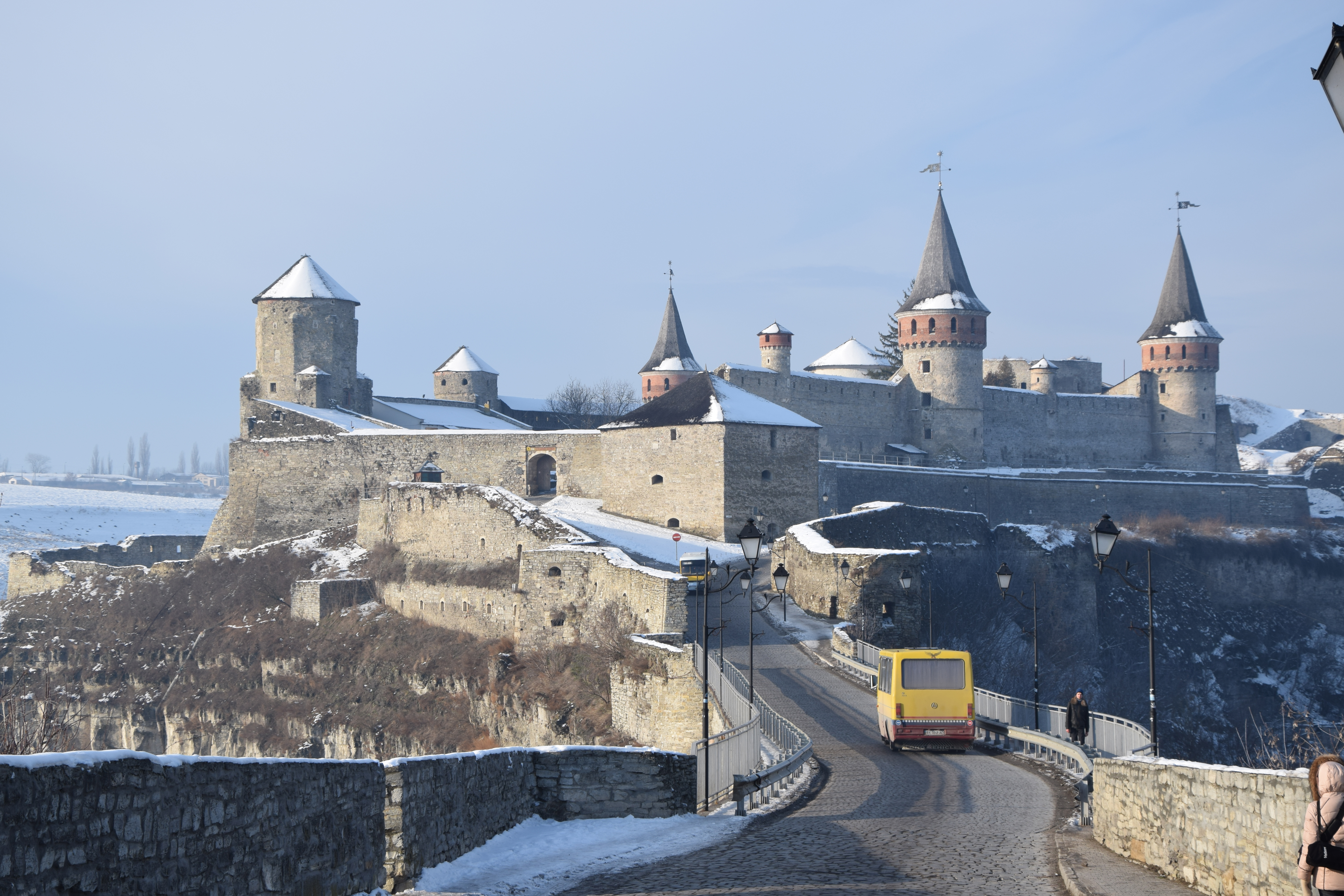
Zamek w Kamieńcu Podolskim od strony miasta

Konfederacja gołąbska (lub konfederacja gołębiowska), – konfederacja zawiązana przez szlachtę koronną przy królu Michale Korybucie Wiśniowieckim 16 października 1672. Przyłączyły się do niej również ugrupowania wiernej królowi magnaterii. Monarcha akt konfederacji podpisał 10 listopada 1672.
Konfederacja zawiązana została w obronie przed detronizacją „szlacheckiego króla” oraz w celu rozgrywki z ugrupowaniem tzw. „malkontentów” (opozycji magnackiej) w sytuacji porażek w wojnie z Imperium Osmańskim, które zajęło część Ukrainy, Bracławszczyznę i Podole.
Marszałkiem konfederacji gołębiowskiej został wierny królowi pisarz polny koronny Stefan Stanisław Czarniecki, bratanek hetmana Stefana Czarnieckiego. Głównymi autorami uchwał konfederacji byli wojewoda sieradzki Feliks Kazimierz Potocki i biskup poznański Stefan Wierzbowski.
Przeciwnicy konfederacji gołębiowskiej to opozycja magnacka związana z dworem Królestwa Francji, prymasem Mikołajem Prażmowskim, hetmanem wielkim koronnym Janem Sobieskim, wojewodą kijowskim Andrzejem Potockim, chorążym koronnym Mikołajem Hieronimem Sieniawskim, kasztelan bełski Aleksander Ludwik Niezabitowski.

## Upadek Kamieńca Podolskiego
Kapitulacja Kamieńca Podolskiego 26 sierpnia 1672 spowodowała wstrząs w Rzeczypospolitej, który doprowadził do kryzysu wewnętrznego w państwie. Obwiniano się wzajemnie o upadek twierdzy, wykorzystując tę sytuację do rozgrywek wewnętrznych, szczególnie gdy wojewoda sieradzki Feliks Kazimierz Potocki, licząc na objęcie buławy hetmańskiej, fałszywie oskarżał Jana Sobieskiego o oddanie Kamieńca, wybielając przy tym swojego krewnego Mikołaja Potockiego. Jednakże po ocenie dowodów, wielu konfederatów gołębiowskich pojednało się z Sobieskim (niektórzy „na kolanach”).
Wobec prognozowanego zagrożenia tureckiego (według niektórych źródeł wykorzystanego raczej jako pretekst) król Michał Korybut Wiśniowiecki zdecydował się na zwołanie pospolitego ruszenia województw koronnych pod wieś Gołąb (obecnie w województwie lubelskim). Nie doszło jednak do wyprawy przeciwko Turcji, a zamiast tego zebrana szlachta rozpoczęła obrady. W tym samym okresie został podpisany upokarzający dla Rzeczypospolitej, ale nigdy nie ratyfikowany przez Sejm, pokój w Buczaczu z Imperium Osmańskim, według różnych źródeł, 16 bądź 18 października 1672.

## Powołanie Konfederacji
16 października uchwalono akt konfederacji, którego celem było uspokojenie kraju wobec zagrożenia zewnętrznego i konfliktów wewnętrznych oraz obrona praw i przywilejów średniej i niższej szlachty poprzez uchwały ograniczające prawa częściowo niesubordynowanej i opozycyjnej magnaterii z hetmanem Janem Sobieskim na czele. W dniu 22 listopada wojewoda wileński i hetman wielki litewski Michał Kazimierz Pac, doprowadził do zawiązania konfederacji wojska litewskiego w Kobryniu, która wsparła króla.
W dniu 20 października obóz pospolitego ruszenia przeniesiono spod Gołębia pod Lublin, gdzie 10 listopada akt konfederacji podpisał monarcha.
Konfederaci wysunęli szereg projektów reform ustrojowych w tym m.in.:
- dwuletniej[7] kadencyjności wszystkich urzędów (co było wymierzone w magnaterię, także w Sobieskiego),
- regulacji dotyczących zbierania pospolitego ruszenia,
- zasady zakazu pełnienia kilku godności przez tę samą osobę („incompatibilitas”),
- domagano się także pozbawienia urzędu hetmańskiego, przywódcy ugrupowania „malkontentów” (Sobieskiego).

Odpowiedzią na konfederację gołąbską było zawiązanie 23 listopada 1672 przez opozycyjną magnaterię (pod wodzą Sobieskiego) Konfederacji szczebrzeszyńskiej, którą w większości poparło wojsko koronne. Z tego powodu kraj stanął na granicy wojny domowej i doszło do kilku starć wojsk wspierających hetmana Sobieskiego i króla Wiśniowieckiego.
Kontynuacją obrad konfederatów gołębiowskich był generalny zjazd warszawski rozpoczęty 4 stycznia 1673, celem jego było doprowadzenie do końca spraw omawianych pod Gołębiem i Lublinem.

## Sejm w 1673 roku
Wznowione 4 stycznia 1673 roku obrady konfederacji gołąbskiej, której uczestnicy zjechali się na zjazd do Warszawy, przybrały postać sejmu (Sejm pacyfikacyjny 1673). Sejm zwołany w styczniu 1673 roku debatował nad traktatem w Buczaczu jeszcze w marcu (Walka stronnictw). Z powodu niejasnej sytuacji panującej w Polsce, Imperium Osmańskie, traktowało podpisanie dokumentu jako wystarczający powód do uznania ważności traktatu pokojowego.
11 marca 1673 wobec niewypełniania przez Polskę warunków podpisanego traktatu pokojowego wielki wezyr osmański Ahmed Köprülü upomniał Polskę grożąc, że również Imperium Osmańskie może tenże traktat zerwać.
W tym samym miesiącu, po prawie pół roku od podpisania traktatu, po interwencjach i subwencjach państw trzecich (m.in. papiestwa, za artykułem: Walka stronnictw) sejm zgodził się odmówić ratyfikacji podpisanego z Imperium Osmańskim traktatu pokojowego.
Łącznie ze zjazdem warszawskim tenże sejm trwał około 3,5 miesiąca do kwietnia 1673.
Na sejmie uchwalono wysokie podatki: akcyzę, cło powszechne, pogłówne, z przeznaczeniem na utrzymanie 50 000 armii na dalszą wojnę z Turcją.

## Pacyfikacja i porozumienie stronnictw
Obie konfederacje zostały rozwiązane 12 marca 1673 podpisaniem aktu pacyfikacji, kończącego otwarty konflikt między dworem i popierającą go szlachtą a opozycyjnym magnackim stronnictwem „malkontentów”, wspieranym przez wojska koronne.
Michał Korybut rozpoczął przygotowania do kontynuowania wojny z Imperium Osmańskim.
Po zgonie króla bezimienny autor czynił aluzję do konfederacji w wierszowanym Nagrobku:
Turczyn nieszczęściem, Gołąb głupstwa świadkiem,
Lwów śmiercią, a śmierć nieszczęścia ostatkiem,
To był mój żywot, więcej nic nie znałem,
Nie wiem, czym królem, wiem, żem był Michałem.
Dążenia wielu posłów konfederacji gołębiowskiej, w kwestii wyplątania się przez Rzeczpospolitą z wojny, zrealizowały się dopiero w 3 lata po śmierci oponenta tej konfederacji – Sobieskiego, za panowania Króla Polski, Elektora Saskiego Augusta II Mocnego w postaci pokoju karłowickiego z 26 stycznia 1699 roku.
Propozycje reformy urzędów zaproponowane przez konfederację gołąbską nie zostały wprowadzone w życie, jednak dla króla Michała Korybuta Wiśniowieckiego konfederacja była sukcesem ponieważ zapobiegła jego detronizacji.